# Dubnica (miasto Vranje)
Dubnica (cyr. Дубница) – wieś w Serbii, w okręgu pczyńskim, w mieście Vranje. W 2011 roku liczyła 770 mieszkańców.